# Берхтесгаденське пробство

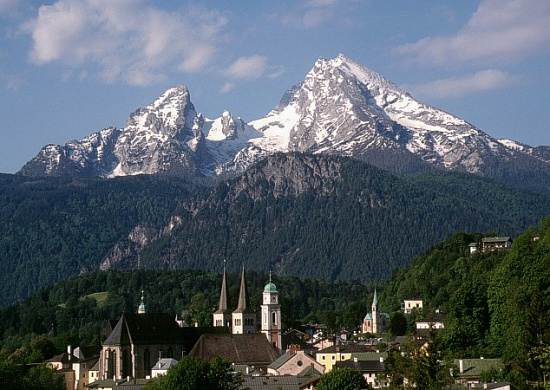
Берхтесгаден

Берхтесгаденське князівство-пробство (нім. Fürstpropstei Berchtesgaden) — князівство Священної Римської імперії, яке належало колегіальній спільноті регулярних канонікі, очолюваній князем-пробстом. Мало безпосереднє підпорядкування імператору. Знаходились у Берхтесгадені (Баварія, Німеччина).

## Історія пробства

### Володіння
Територія князівства включала громади Берхтесгаденської долини, зокрема, сучасні громади — Берхтесгаден, Марктшелленберг, Рамзау та Шонау-ам-Кьонігзе, а також і інші маєтки у віддаленіших місцях.

### Історія
Монастир, що був присвячений Святому Петру та Святому Івану Хрестителю був заснований як згромадження августинських регулярних каноніків графом Беренґаром Зульцбахським в 1102 р. за заповітом його покійної матері, графині Ірмґарди.
Володіння монастиря мали вигідне стратегічне положення. Вони мали достатньо значні поклади солі і одночасно були буфером між Баварією та Зальцбургом. Пробсто змогло зробити таке своє положення перевагою, одночасно користуючись неприступністю долини, що оточена зі всіх сторін горами, за винятком одного перевалу на півночі. Відповідно до цих переваг пробство стало імперським абатством вже у 1194 р. У 1380 р. пробст став імперським князем, а з 1559 р. засідав у Рейхстазі в ранзі князя-пробста, що було співставимо із рангом князя-єпископа.
Посада князя-пробста часто об'єднувалась з іншими високими духовними посадами, через що пробсти жили не у своєму монастирі. Протягом всього XVII століття та першої третини XVIII століття князі-пробсти належали до династії Віттельсбахів.
У 1802—1803 рр. пробство було секуляризоване і приєднане спочатку до нетривалого курфюрства Зальцбург, а у 1805 р. до Австрії, яка у 1810 р. передала його Баварії. Монастирські будівлі спочатку використовувались як будівлі, але у 1818 р. монастир став літньою королівською резиденцією.
Від часу відміни монархії у Баварії будівлі пробства належать Компенсаційному фондові Віттельсбахів (нім. Wittelsbacher Ausgleichsfond). Деякі приміщення відкриті для відвідування, а інші використовуються Віттельсбахами. Монастирська церква нині є парафіяльною.

## Список пробстів Берхтесгадену

### Пробсти
| Ім'я                         | Час керування |
| Ебервін                      | 1111—1142     |
| Гуго І                       | 1142—1148     |
| Гейнріх І                    | 1148—1174     |
| Дітріх                       | 1174—1178     |
| Фрідріх І                    | 1178—1188     |
| Бернхард І Шонстаттенський   | 1188—1201     |
| Ґерхард                      | 1201          |
| Гуго ІІ                      | 1201—1210     |
| Конрад Ґаррер                | 1210—1211     |
| Фрідріх ІІ Еллінґер          | 1211—1217     |
| Гейнріх ІІ                   | 1217—1231     |
| Фрідріх ІІІ Ортенбургський   | 1231—1239     |
| Бернхард ІІ                  | 1239—1252     |
| Конрад ІІ                    | 1252          |
| Гейнріх ІІІ                  | 1252—1257     |
| Конрад ІІІ фон Медлінґ       | 1257—1283     |
| Йоганн І Сакс фон Саксенау   | 1283—1303     |
| Гартунґ фон Відлон           | 1303—1306     |
| Ебернхард Сакс фон Саксенау  | 1306—1316     |
| Конрад IV Таннер             | 1316—1333     |
| Гейнріх IV фон Інцінґ        | 1333—1351     |
| Рейнхольд Целлер             | 1351—1355     |
| Отто Таннер                  | 1355—1357     |
| Петер І Пфаффінґер           | 1357—1362     |
| Якоб І фон Вансдорф          | 1362—1368     |
| Ґреймольд Вульп              | 1368—1377     |
| Ульріх І Вульп               | 1377—1384     |
| Сейґхард Валлер              | 1381—1384     |
| Конрад V Торер фон Торлейн   | 1384—1393     |
| Пілґрім фон Пукхейм          | 1393—1396     |
| Ґреґоріус Шенк фон Остервітц | 1396—1403     |
| Бертольд фон Вехінген        | 1404          |
| Петер ІІ Пінценауер          | 1404—1432     |
| Йоганн ІІ Праун              | 1432—1446     |
| Бернхард ІІІ Лейпрехтінґер   | 1446—1473     |
| Еразмус Претсклайффер        | 1473—1486     |
| Ульріх ІІ Пернауер           | 1486—1496     |
| Бальтазар Хірскауер          | 1496—1508     |
| Ґреґор Райнер                | 1508—1522     |
| Вольфґанґ І Ленберґер        | 1523—1541     |

### Князі-пробсти
| Ім'я                                                          | Час керування |
| Вольфґанґ ІІ Ґрійстаттер Зроблений князем-провостом у 1559 р. | 1541—1567     |
| Якоб ІІ Путріх                                                | 1567—1594     |
| Фердинанд Баварський                                          | 1594—1650     |
| Максиміліан Гейнріх Баварський                                | 1650—1688     |
| Йозеф Клеменс Баварський                                      | 1688—1723     |
| Юліус Гейнріх фон Рехлінґен-Радау                             | 1723—1732     |
| Каетан Антон фон Ноттхафт                                     | 1732—1752     |
| Мікаел Бальтазар фон Крісталніґ                               | 1752—1768     |
| Франц Антон Йозеф фон Гаузен-Ґлейнкенсторфф                   | 1768—1780     |
| Йозеф Конрад фон Шроффенберґ-Мьос                             | 1780—1803     |